# 韓国鉄鋼
韓国鉄鋼（かんこくてつこう、朝鮮語：한국철강、英語：Korea Iron & Steel Co., Ltd.）は、大韓民国（韓国）の鉄鋼メーカーである。

## 歴史
- 1957年 - 韓国鉄鋼株式会社を設立。
- 1965年 - 馬山に製鋼工場と鋼板工場を稼働開始。
- 1969年 - 鉄筋コンクリート用棒鋼KS表示許可取得。
- 1972年 - 東国製鋼に買収。
- 1985年 - 酸素工場を竣工。
- 1986年 - 東国重機工業を吸収合併。
- 1989年 - 株式を上場。
- 2001年 - 東国製鋼グループ（朝鮮語版）から分離。
- 2003年 - 馬山工場を閉鎖。
- 2020年 - 鍛造事業部門の稼働中断。